# ボゲ
ボゲ（アラビア語: بوغي、フランス語: Boghé）はモーリタニアのブラクナ州の州都。
2013年の人口は4万2759人。
ボゲ県の県都でもある。
セネガルとの国境であるセネガル川北岸に位置する。